# Robert Vancea
Robert Vancea (Craiova, 28 september 1976) is een voormalig Roemeens voetballer.

## Carrière
Robert Vancea speelde tussen 1994 en 2009 voor Universitatea Craiova, Electroputere Craiova, Constructorul Craiova, JEF United Ichihara, Extensiv Craiova, Timișoara en Pandurii Târgu Jiu.